# Horta de Sant Joan
Horta de Sant Joan (el topònim oficial), documentat gairebé sempre Orta contra el criteri etimològic àmpliament admès, és una vila i municipi de la comarca de la Terra Alta. Està situat a 542 metres d'altitud i està envoltat pels municipis de Caseres, Bot, Prat del Comte i Arnes —que pertanyen a la Terra Alta— i per la comarca del Matarranya, ja a la província de Terol (l'Aragó). Molt a prop, el riu Algars proporciona l'aigua imprescindible per a les necessitats del municipi. A la part sud del municipi es troba el territori més accidentat, però d'una bellesa espectacular: el Parc Natural dels Ports. Poble nadiu del pintor Manuel Pallarès, amic i company de Pablo Picasso, que hi passà una llarga temporada en la seva joventut (1897-98), de la qual ell mateix deia que en aquell poble havia après tot el que sabia. Picasso després hi tornà en època cubista (1909). En ambdues ocasions va produir-hi moltes pintures i dibuixos. Hi ha un actiu Centre Picasso, que organitza exposicions, simposis i publicacions, i l'Ecomuseu dels Ports.
5.134,90 hectàrees del terme municipal d'Horta de Sant Joan estan integrades al Parc Natural dels Ports.
L'any 1997 el nucli antic d'Horta va ser declarat Bé cultural d'interès nacional en la categoria de Conjunt històric.

## Geografia
- Llista de topònims d'Horta de Sant Joan (Orografia: muntanyes, serres, collades, indrets..; hidrografia: rius, fonts...; edificis: cases, masies, esglésies, etc).

## Administració
| Període     | Alcalde o alcaldessa | Partit polític | Data de possessió | Observacions |
| ----------- | -------------------- | -------------- | ----------------- | ------------ |
| 1979–1983   | Joan Malràs Lahosa   | CC-UCD         | 19/04/1979        | --           |
| 1983–1987   | Salvador Povill Bel  | CIU            | 28/05/1983        | --           |
| 1987–1991   | Salvador Povill Bel  | CIU            | 30/06/1987        | --           |
| 1991–1995   | Salvador Povill Bel  | CIU            | 15/06/1991        | --           |
| 1995–1999   | Joan Navarro Gil     | CIU            | 17/06/1995        | --           |
| 1999–2003   | Joan Navarro Gil     | CIU            | 03/07/1999        | --           |
| 2003–2007   | Àngel Ferràs Tomàs   | CIU            | 14/06/2003        | --           |
| 2007–2011   | Àngel Ferràs Tomàs   | CIU            | 16/06/2007        | --           |
| 2011–2015   | Josep Antolí Badia   | PP             | 11/06/2011        | --           |
| 2015–2019   | Joaquim Ferràs Prats | CIU            | 13/06/2015        | --           |
| 2019-2023   | Jordi Martín Cuello  | ERC            | 15/06/2019        | --           |
| Des de 2023 | Jordi Martín Cuello  | ERC - Més Orta | 17/06/2023        | --           |

## Demografia
| Entitat de població | Habitants (2023) |
| Horta de Sant Joan  | 1.146            |
| les Montcades       | 23               |
| Font: Idescat       |                  |

| 1497 f | 1515 f | 1553 f | 1717 | 1787 | 1857  | 1877  | 1887  | 1900  | 1910  |
| ------ | ------ | ------ | ---- | ---- | ----- | ----- | ----- | ----- | ----- |
| 108    | 143    | 138    | 460  | -    | 2.263 | 2.239 | 2.375 | 2.498 | 2.473 |

| 1920  | 1930  | 1940  | 1950  | 1960  | 1970  | 1981  | 1990  | 1992  | 1994  |
| ----- | ----- | ----- | ----- | ----- | ----- | ----- | ----- | ----- | ----- |
| 2.447 | 2.244 | 2.086 | 2.173 | 1.804 | 1.540 | 1.371 | 1.339 | 1.317 | 1.317 |

| 1996  | 1998  | 2000  | 2002  | 2004  | 2006  | 2008  | 2010  | 2012  | 2014  |
| ----- | ----- | ----- | ----- | ----- | ----- | ----- | ----- | ----- | ----- |
| 1.272 | 1.245 | 1.233 | 1.217 | 1.219 | 1.238 | 1.287 | 1.307 | 1.280 | 1.219 |

| 2016  | 2018  | 2020  | 2022  | 2024  | 2026 | 2028 | 2030 | 2032 | 2034 |
| ----- | ----- | ----- | ----- | ----- | ---- | ---- | ---- | ---- | ---- |
| 1.189 | 1.146 | 1.146 | 1.154 | 1.157 | -    | -    | -    | -    | -    |

## Política

### Eleccions municipals
Llista d'alcaldes i nombre de regidors per partit
| Junts-CM                                | - | - | - | - | - | - | - | -  | - | - | 4 | 4 |
| PSC                                     | - | - | 1 | 2 | 1 | 1 | - | 2  | 2 | - | - | - |
| PP                                      | - | 3 | 3 | 2 | 2 | 2 | - | 0  | 3 | 2 | - | - |
| ERC                                     | - | - | - | - | - | - | - | -  | - | 2 | 5 | 5 |
| UCD                                     | 9 | - | - | - | - | - | - | -  | - | - | - | - |
| CiU                                     | - | 6 | 5 | 5 | 6 | 6 | 9 | 6  | 4 | 5 | - | - |
| Altres                                  | - | - | - | - | - | - | - | 1a | - | - | - | - |
| Total                                   | 9 | 9 | 9 | 9 | 9 | 9 | 9 | 9  | 9 | 9 | 9 | 9 |
| a Agr. d'Electors i Electores per Horta |   |   |   |   |   |   |   |    |   |   |   |   |

### Eleccions al Parlament de Catalunya del 2012
| Candidatura | Candidatura   | Cap de llista          | Vots | Regidors | % vots |
| ----------- | ------------- | ---------------------- | ---- | -------- | ------ |
|             | CiU           | Artur Mas              | 310  |          | 44,03  |
|             | ERC           | Oriol Junqueras        | 135  |          | 19,17  |
|             | PPC           | Alicia Sánchez-Camacho | 124  |          | 17,61  |
|             | PSC           | Pere Navarro           | 43   |          | 6,1    |
|             | CUP           | David Fernández        | 29   |          | 4,11   |
|             | ICV-EUiA      | Joan Herrera           | 26   |          | 3,69   |
|             | C's           | Albert Rivera          | 9    |          | 1,27   |
|             | Vots en blanc |                        | 25   |          | 1,17   |
|             | Altres        |                        | 12   |          | 6,76   |
| Total       | Total         | 727                    | 727  |          | 76,05  |

## Llocs d'interès

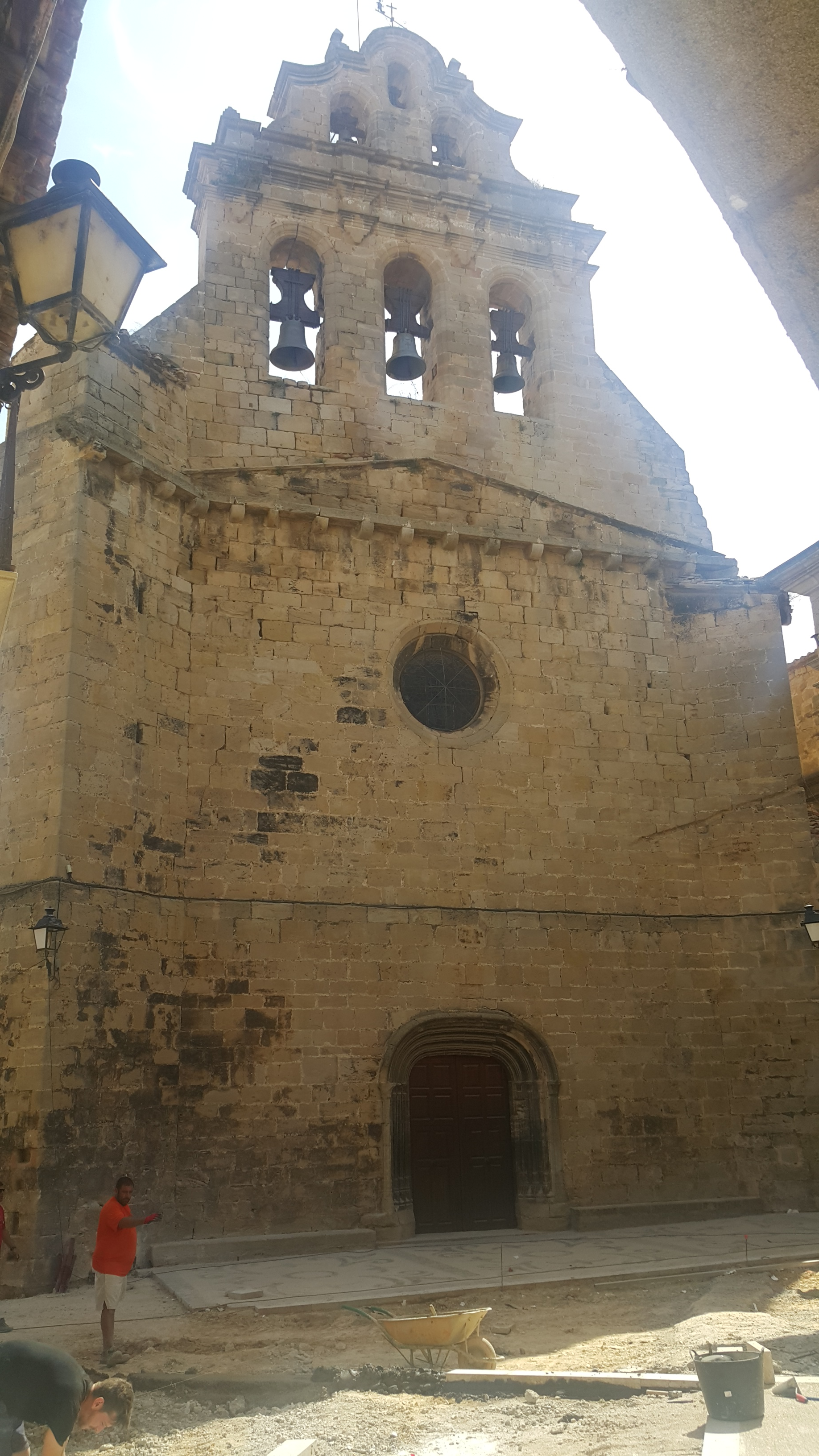
Església de Sant Joan Baptista.

- Ajuntament d'Horta de Sant Joan - Casa l'Habanero - Casa Pepo - Casa Colau – Casa Pascualet i casa Don Pedro.
- Església de Sant Joan Baptista - Casa Abadia.
- Casa de la Comanda.
- Convent de Sant Salvador d'Horta.
- Casa Pessetes.
- L'Hospital (Centre Picasso).
- Nucli antic d'Horta de Sant Joan.
- Torre del Prior.

## Persones il·lustres
- Tomàs Gil i Membrado (1915-2014), instrumentista, compositor i director de cobla.
- Mel Ramos, pintor.